# 8738 Saji
8738 Saji eller 1997 AQ16 är en asteroid i huvudbältet som upptäcktes den 5 januari 1997 av Saji-observatoriet. Den är uppkallad efter det japanska observatoriet som upptäckte asteroiden.
Asteroiden har en diameter på ungefär 3 kilometer.